# Boguínivka
Boguínivka (en ucraniano: Богинівка, romanizado: Bohýnivka) es un pueblo ucraniano perteneciente al óblast de Dnipropetrovsk. Situado en el este del país, es parte del raión de Sinélnikove y centro del municipio (hromada) homónimo.

## Toponimia
El nombre del asentamiento en ruso es Boguínovka (en ruso: Богиновка). El lugar era conocido como Braguínivka (en ucraniano: Брагинівка) en honor a Iván Braguín hasta 2016, cambiado por las leyes de descomunización.

## Geografía
Boguínivka se encuentra a orillas del río Samara, 64 km al noreste de Sinélnikove y 100 km al este de Dnipró. 

## Historia
El pueblo fue fundado en 1920 por inmigrantes de Petropávlivka.

## Demografía
La evolución de la población de Boguínivka entre 1989 y 2001 fue la siguiente:
| 1031                                                          | 1773 |
| (Fuente: Cities & Towns of Ukraine y UKRAINE: Größere Städte) |      |

Según el censo de 2001, la lengua materna de la mayoría de los habitantes, el 89,47%, es el ucraniano; y del 9,13%, el ruso.